# Spangbergiella reticulata
Spangbergiella reticulata är en insektsart som beskrevs av Rauno E. Linnavuori och Delong 1977. Spangbergiella reticulata ingår i släktet Spangbergiella och familjen dvärgstritar. Inga underarter finns listade i Catalogue of Life.